# Майдан Незалежності (станція метро)
50°27′0″ пн. ш. 30°31′27″ сх. д. / 50.45000° пн. ш. 30.52417° сх. д.
«Майда́н Незале́жності» — 15-та станція Київського метрополітену. Розташована на Оболонсько-Теремківській лінії між станціями «Поштова площа» та «Площа Українських Героїв». Відкрита 17 грудня 1976 року під назвою «Площа Калініна». Менш ніж за рік, 17 жовтня 1977 року, на честь святкування 60-річчя Жовтневої революції, у зв'язку з перейменуванням головної площі міста станція також змінила назву — «Площа Жовтневої революції». Нинішня назва — з 26 серпня 1991 року.

## Конструкція
Конструкція станції — Колонна трисклепінна глибокого закладення з острівною платформою.
Колійний розвиток: 3-стрілочний оборотний тупик з боку станції «Площа Українських Героїв», що переходить в одноколійну ССГ з Святошинсько-Броварською і Сирецько-Печерською лініями.
Має три підземних зали — середній і два зали з посадочними платформами. Станція має один вихід. Середній зал ескалаторним тунелем з чотиристрічковим одномаршевим ескалатором з'єднаний із підземним вестибюлем, що сполучений з підземним переходом під Майданом Незалежності.

## Опис
Центральна станція Оболонсько-Теремківської лінії, перша пересадкова. Станція глибокого закладення з новою конструктивною схемою — колонна. Внутрішній підземний простір самої станції повністю розкрито завдяки застосуванню конструкцій з металевими колонами-пілонами невеликого перерізу, внаслідок чого середній і боковий зали зливаються в єдиний простір. Колони ніби створені з плісированого білого паперу. Невдалим виявилося закарнизне освітлення, яке відповідно до задуму авторів, повинно було «відірвати» склепіння від колон. У 1980-ті роки розроблялися варіанти модернізації освітлення станції, однак за браком коштів вони не були втілені. Тут уперше (наряду зі станцією «Контрактова площа») в Київському метро колійні стіни було облицьовано мармуром, а не кахельною плиткою.
В торці підземного залу з боку головного входу у 1976—1977 роках містився бронзовий рельєфний профільний портрет М. І. Калініна роботи скульптора О. П. Скоблікова (надалі був використаний в оформленні прохідної заводу імені Калініна на Щекавицькій вулиці, який нині не існує). Чотири металеві двері технічних шаф уздовж колійних стін прикрашені рельєфними композиціями з датами, що символізують визначні події згідно з радянською історіографією:
- 1917 — рік Жовтневої революції;
- 1929 — рік так званого «великого перелому» від НЕПу до «соціалістичної індустріалізації та колективізації»;
- 1945 — рік перемоги у німецько-радянській війні;
- 1976 — рік відкриття станції.

У 2016 році згідно з законом про декомунізацію із композиції «1917» було вирізано радянські символи.
Станція розташована поблизу головної вулиці Києва. Пасажири потрапляють на станцію з підземного переходу, спорудженого під Майданом Незалежності. Після реконструкції ця площа перетворилася в багатоярусний ансамбль, що завершується монументом на честь незалежності України.

## Пересадки
Є частиною пересадочного вузла між Оболонсько-Теремківською лінією і Святошинсько-Броварською лініями. Станція «Майдан Незалежності» пов'язана зі станцією «Хрещатик» двома переходами — ескалаторним і пішохідним тунелями. Перехід у торці центрального залу, обладнаний чотиристрічковими одномаршевими ескалаторами, був відкритий одночасно зі станцією. Другий, обхідний пішохідний тунель, вихід з якого розташований по центру платформи, був побудований і відкритий 3 грудня 1986 року після того, як з'ясувалося, що перший перехід не справляється з пасажиропотоком.
У ранкові та вечірні години «пік» пересадки працюють в односторонньому режимі з розведенням пасажиропотоків: пішохідний (довгий) тунель — у напрямку з «Хрещатика» на «Майдан Незалежності», а ескалаторний (короткий) — з «Майдану Незалежності» на «Хрещатик». При цьому всі чотири стрічки ескалаторів працюють на підйом. В інший час короткий перехід працює у двосторонньому режимі. Біля входів на пересадки з боку станції «Хрещатик» розміщені оголошення з режимом їх роботи, а також світлові (червоний/зелений) покажчики.
Чимала довжина пішохідного тунелю створює незручності для пасажирів. Згідно з Державною програмою розвитку метрополітенів до 2010 року тут було заплановано провести реконструкцію з установкою траволаторів.  На початку 2012 року в довгому переході було укладене гранітне покриття для підлоги поверх асфальтового. На час ремонту перехід не працював у неробочі дні.

### Закриття станцій на пересадку
У зв'язку із близькістю до урядового кварталу станція неодноразово закривалася, як пересадковий вузол
- у 2004—2005 році, під час Помаранчевої революції
- в 2013—2014 роках під час Революції гідності
- не працювала з початку повномасштабного вторгнення Росії 24 лютого 2022 року до 20 грудня 2022 року[9][10][11][12].

## Пасажиропотік
| Рік                           | 2009 | 2011 | 2012 | 2013 | 2014 | 2015 | 2016 | 2017 | 2018 |
| ----------------------------- | ---- | ---- | ---- | ---- | ---- | ---- | ---- | ---- | ---- |
| Пасажиропотік, тис. осіб/добу | 39,1 | 39,6 | 35,8 | 38,7 | 29,0 | 29,4 | 30,2 | 31,9 | 31,5 |

## Галерея

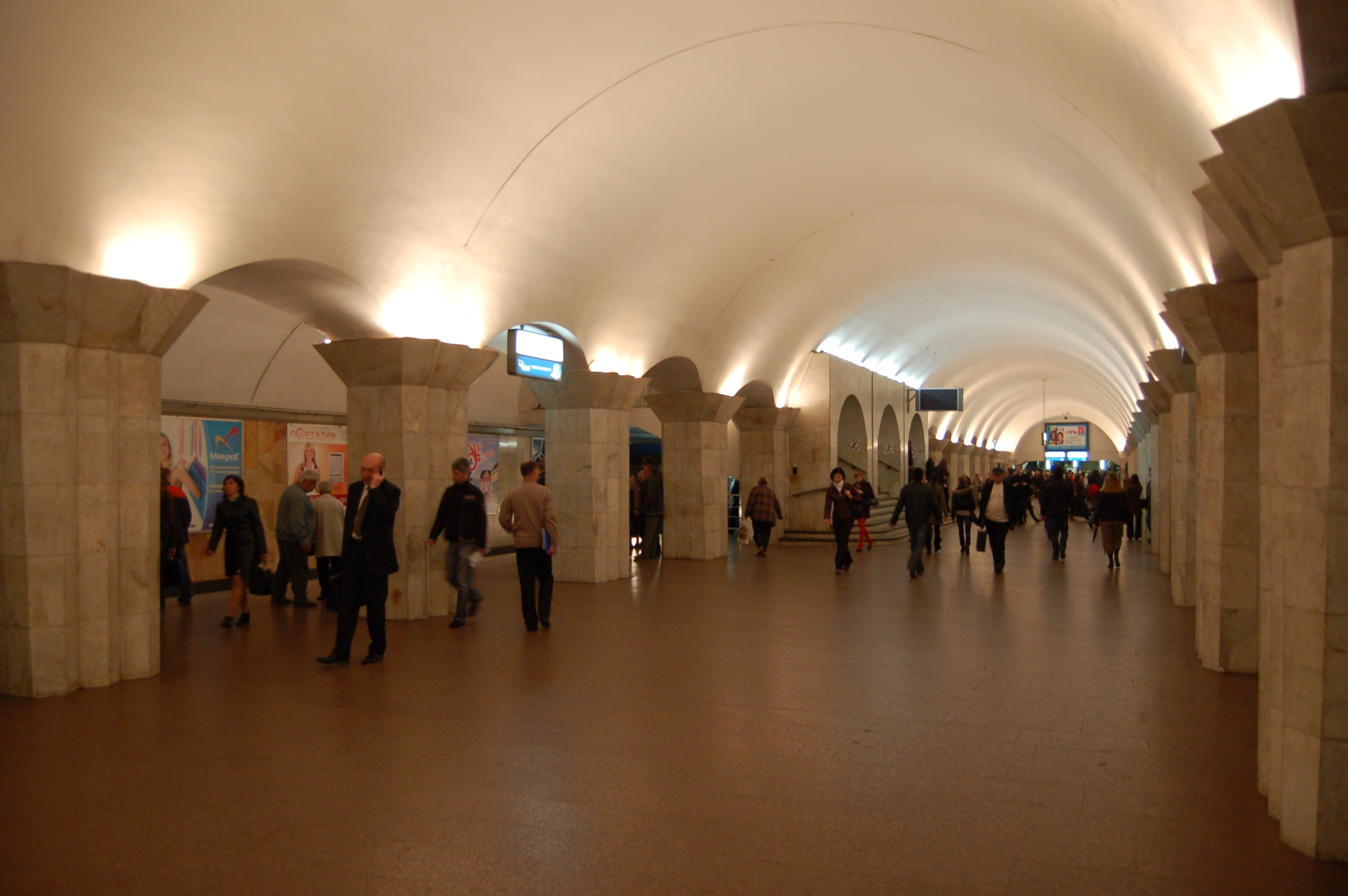
Центральний зал станції
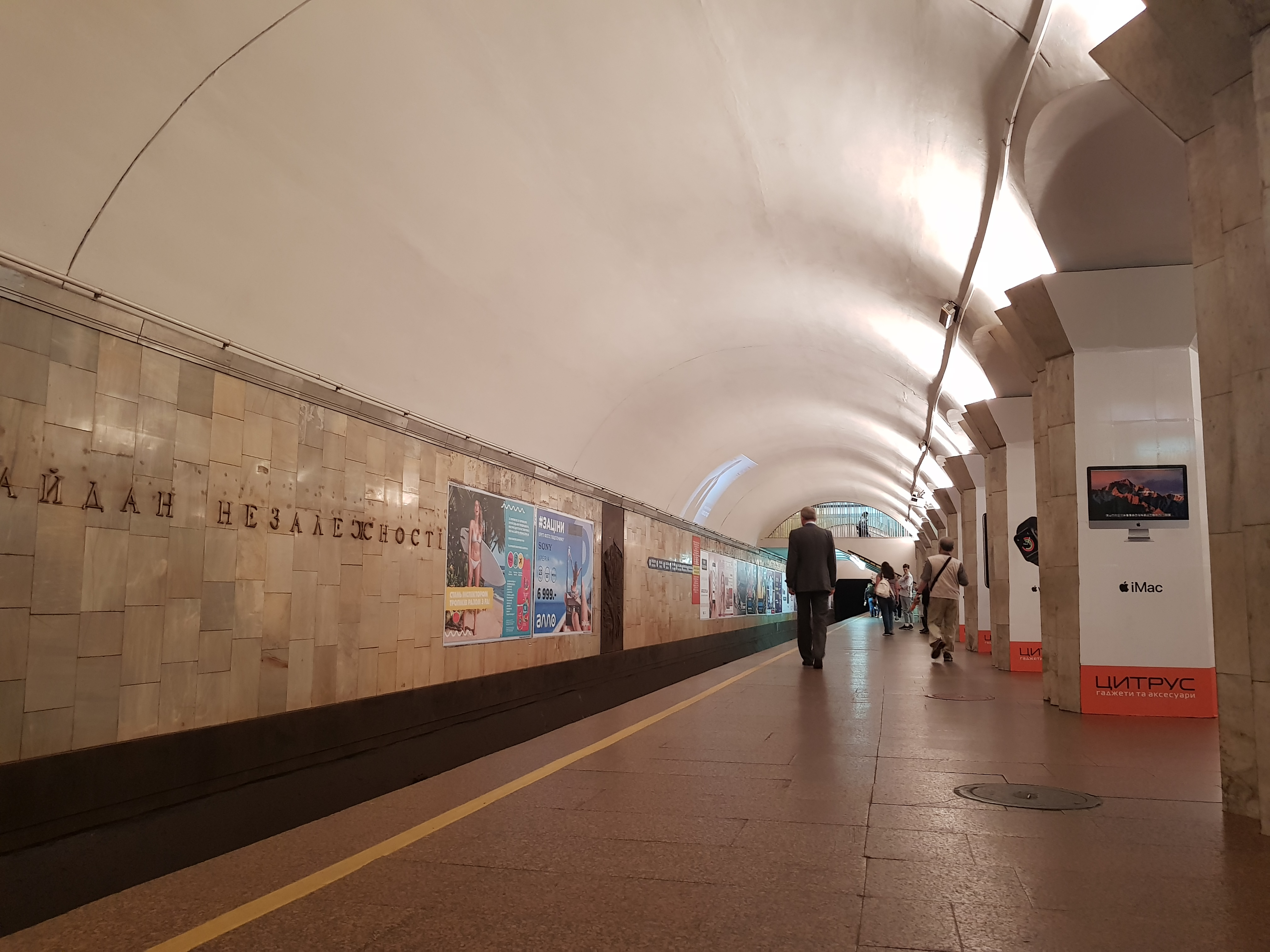
Посадкова платформа
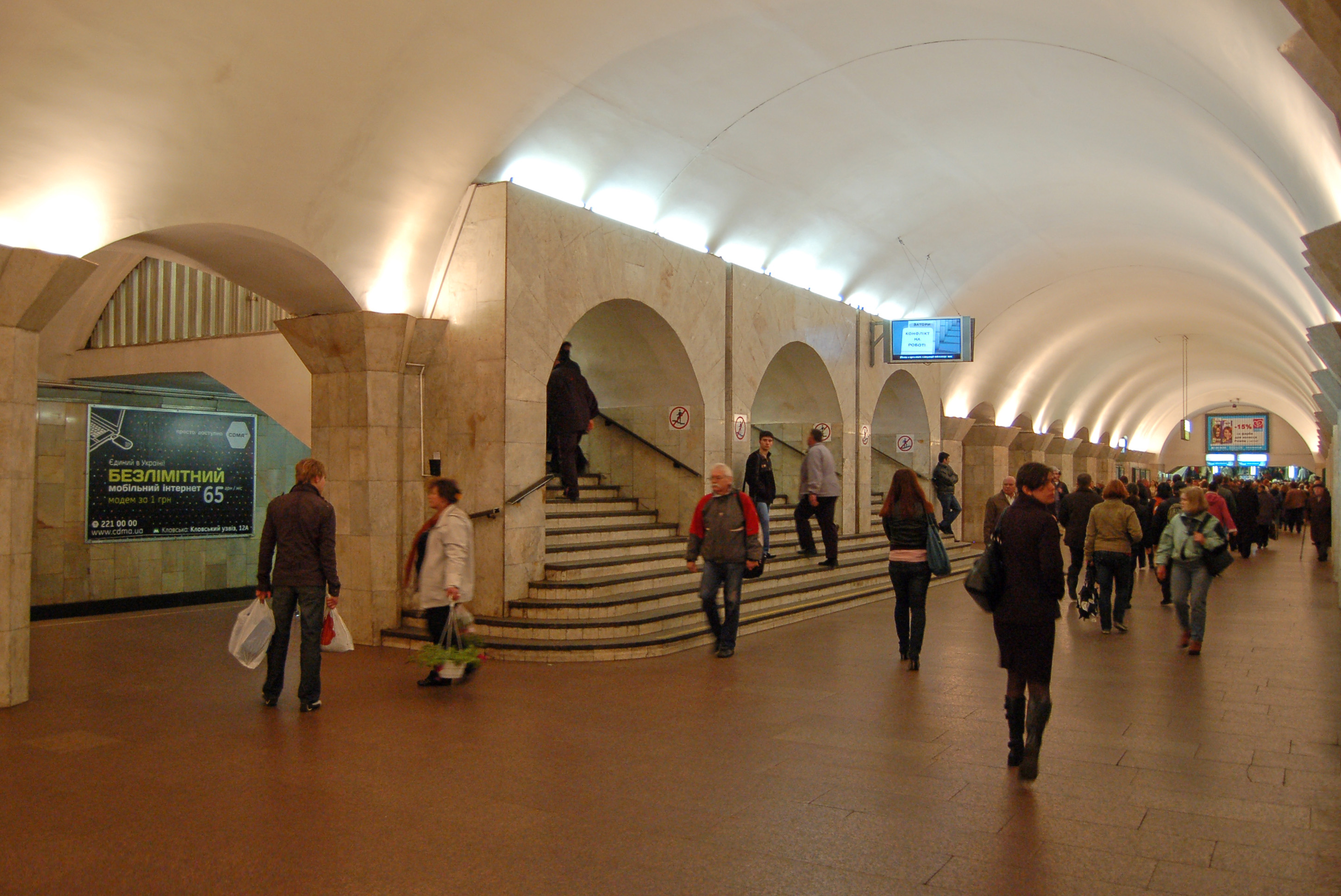
Вихід з переходу (довгого) зі станції «Хрещатик»
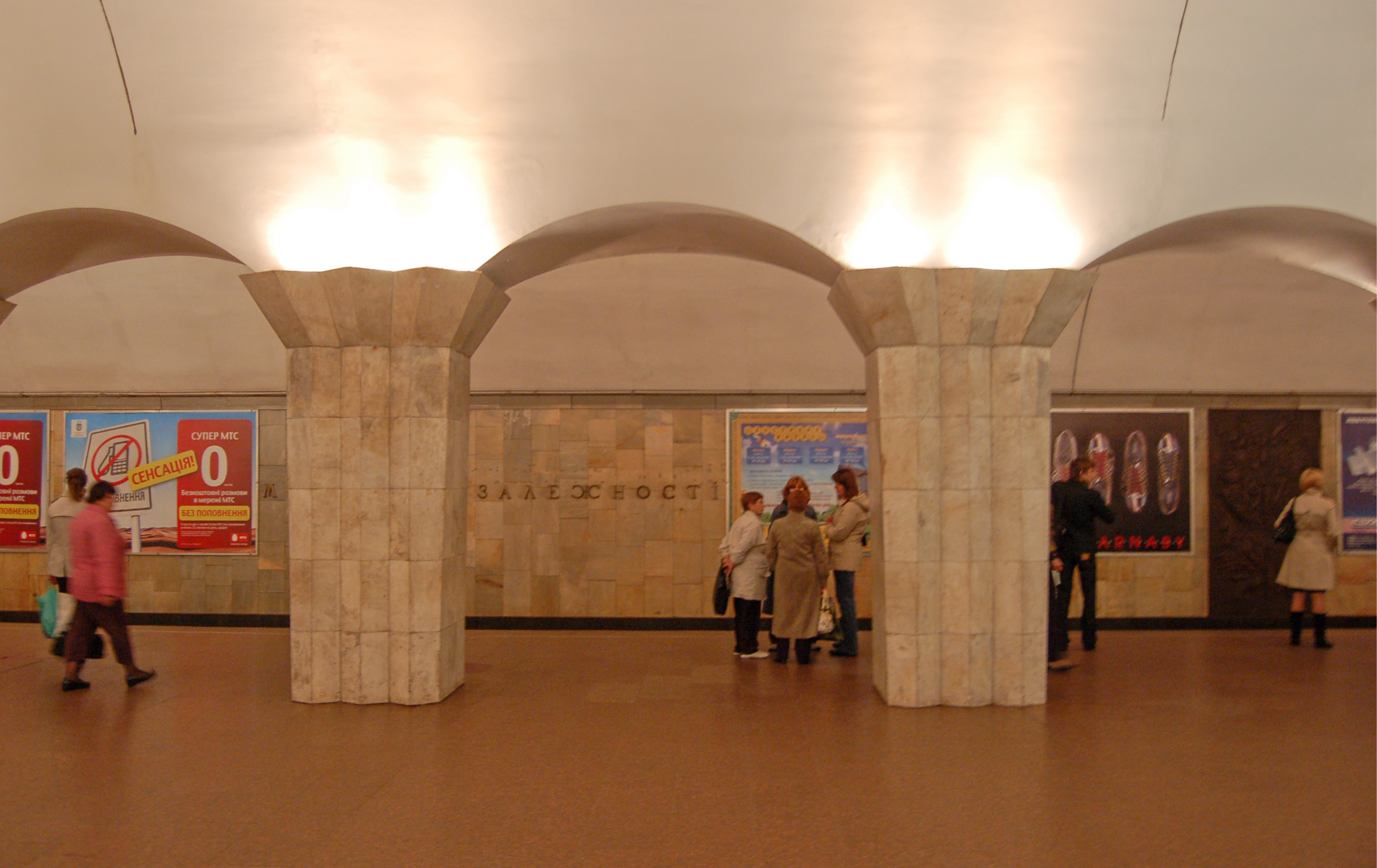
Форма колон станції
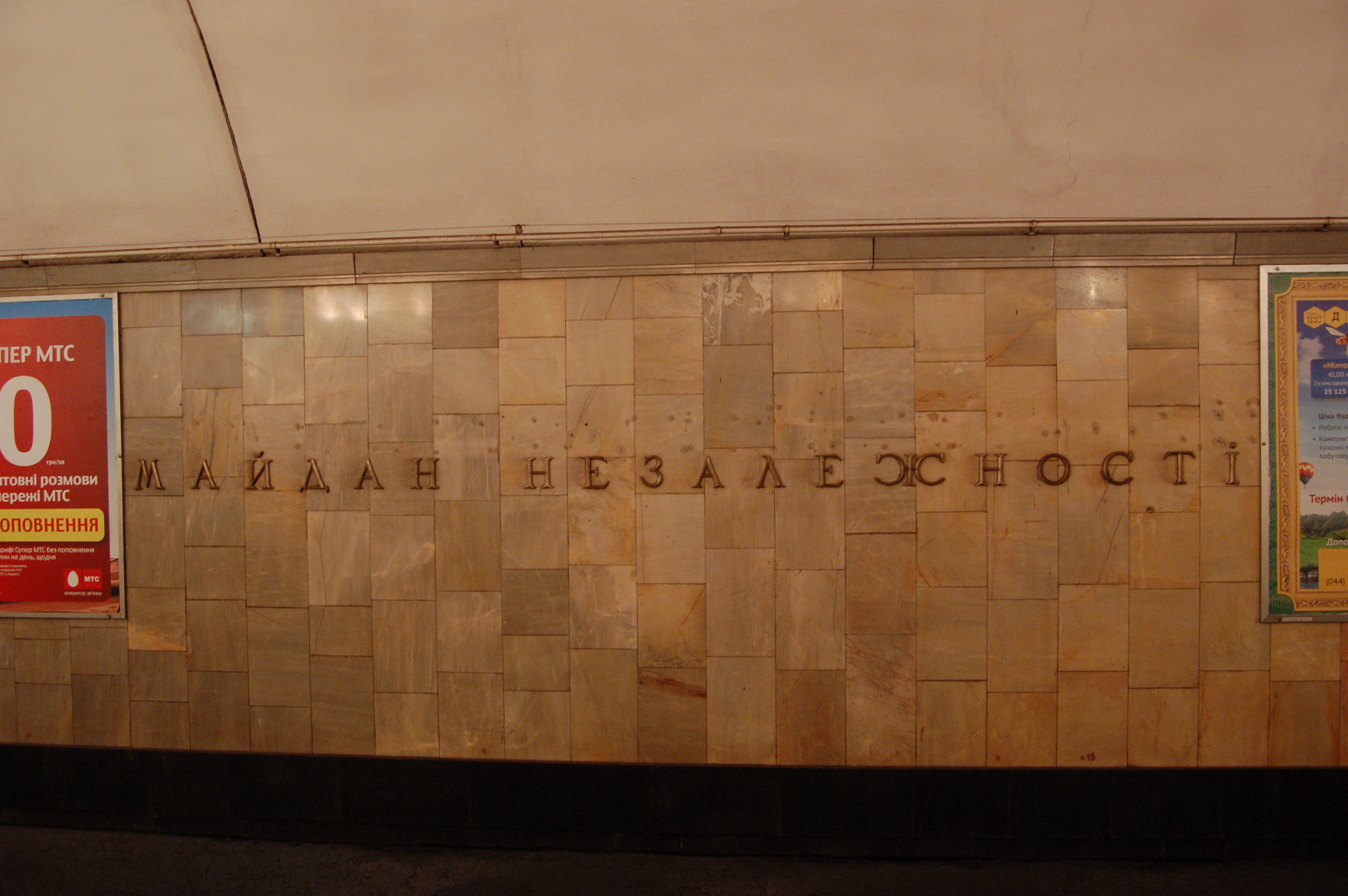
Назва станції на колійній стіні
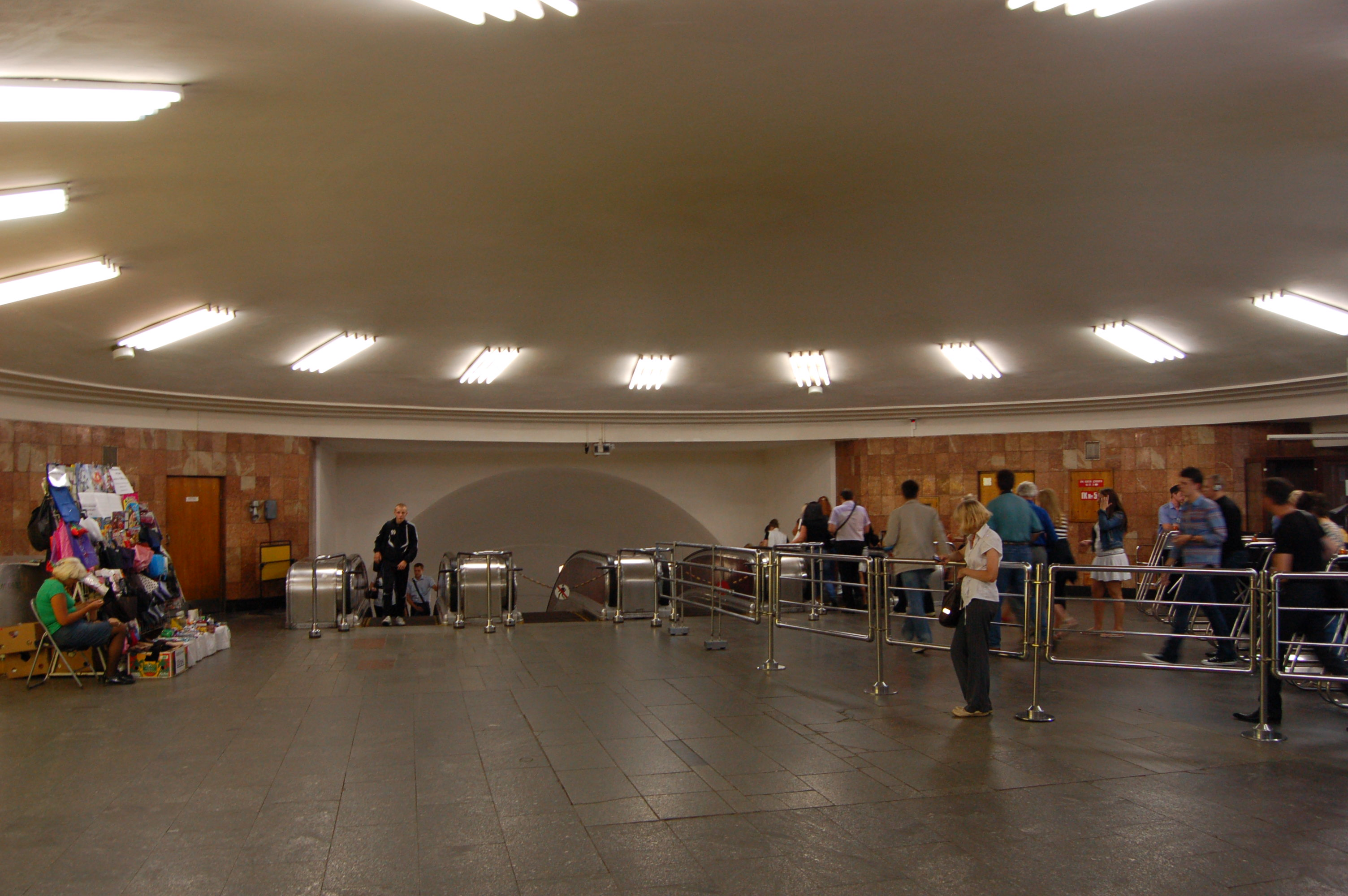
Підземний вестибюль станції
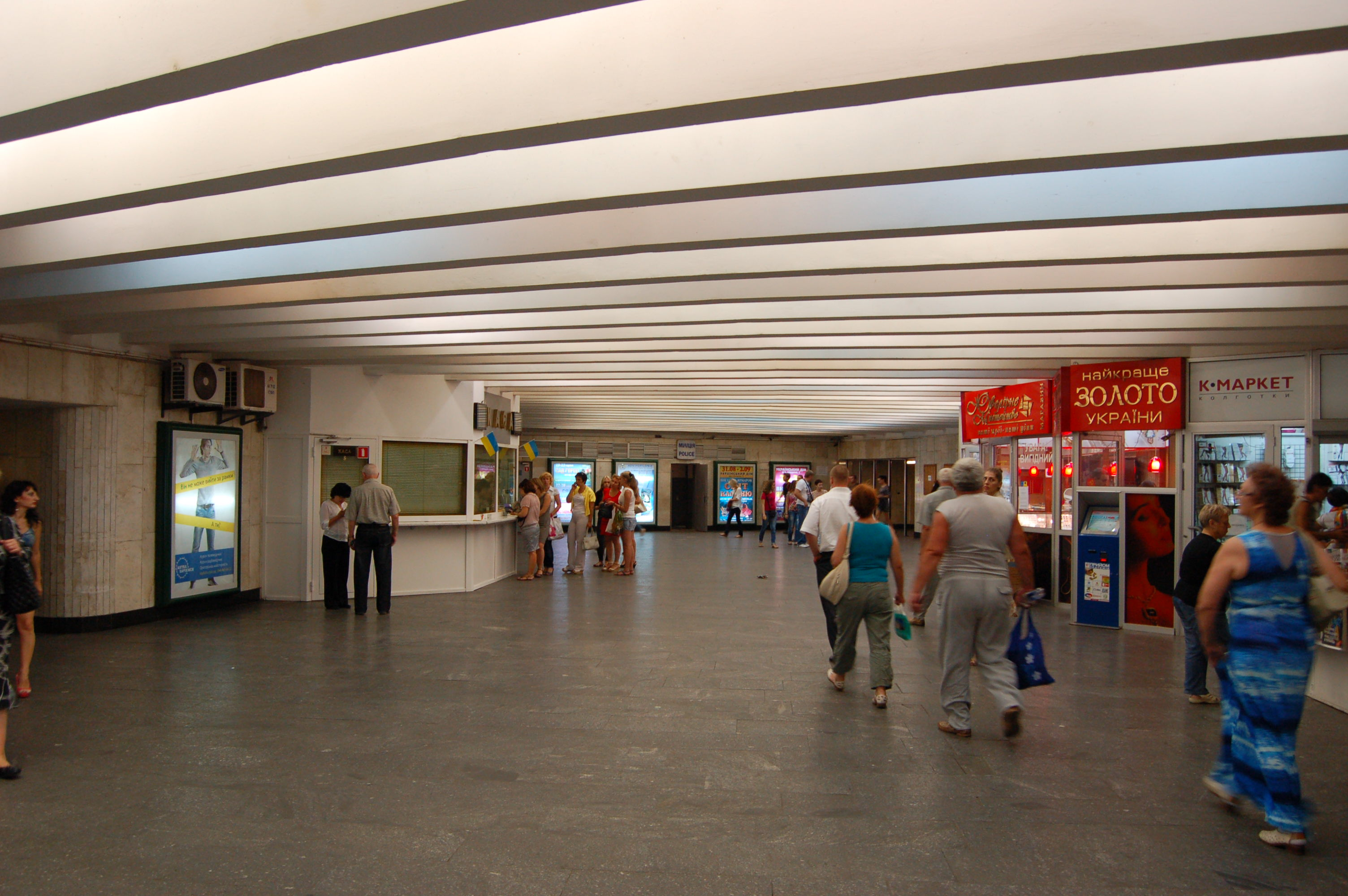
Касовий зал станції

Дверцята на колійній стіні
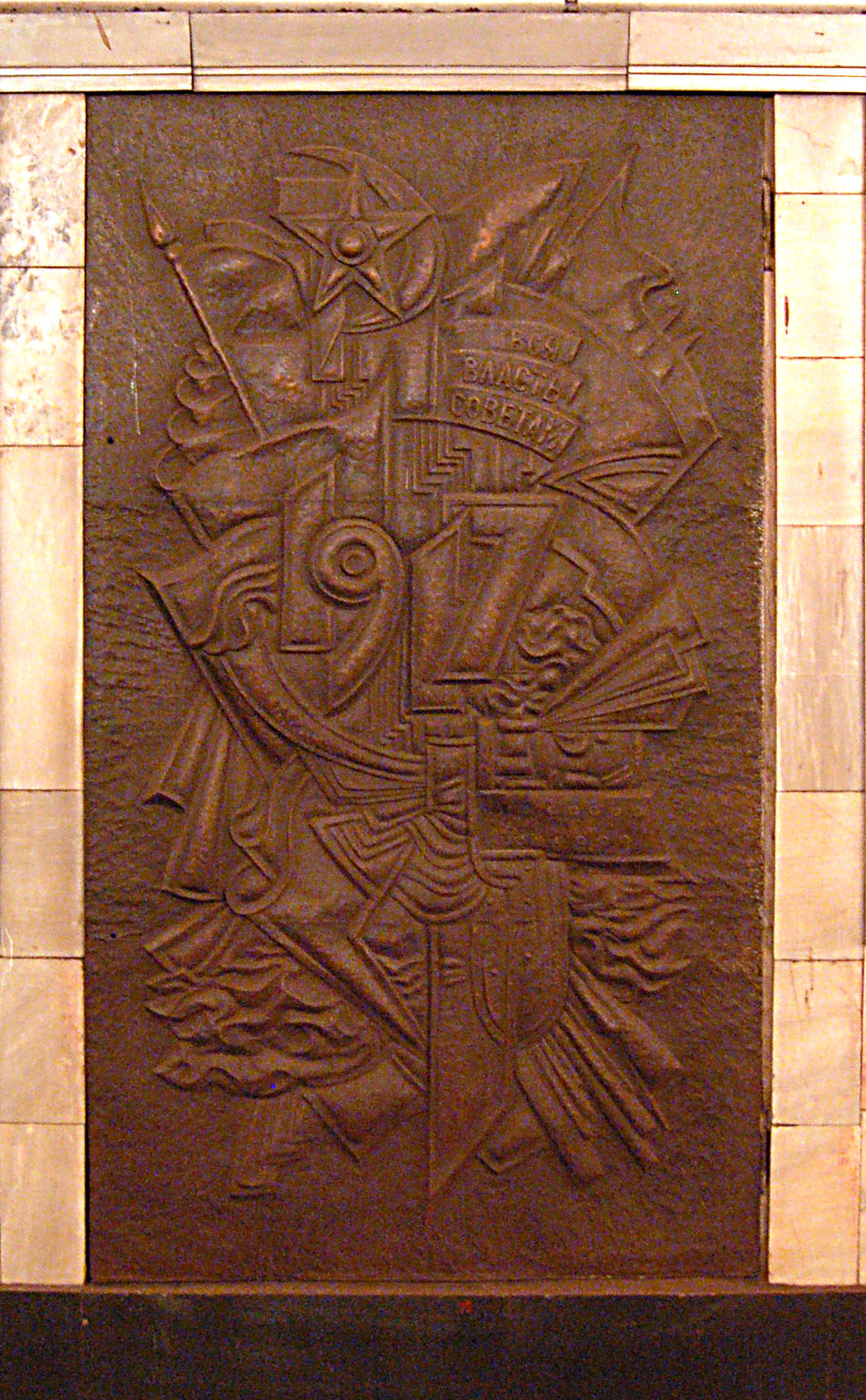
Дверцята «1917»
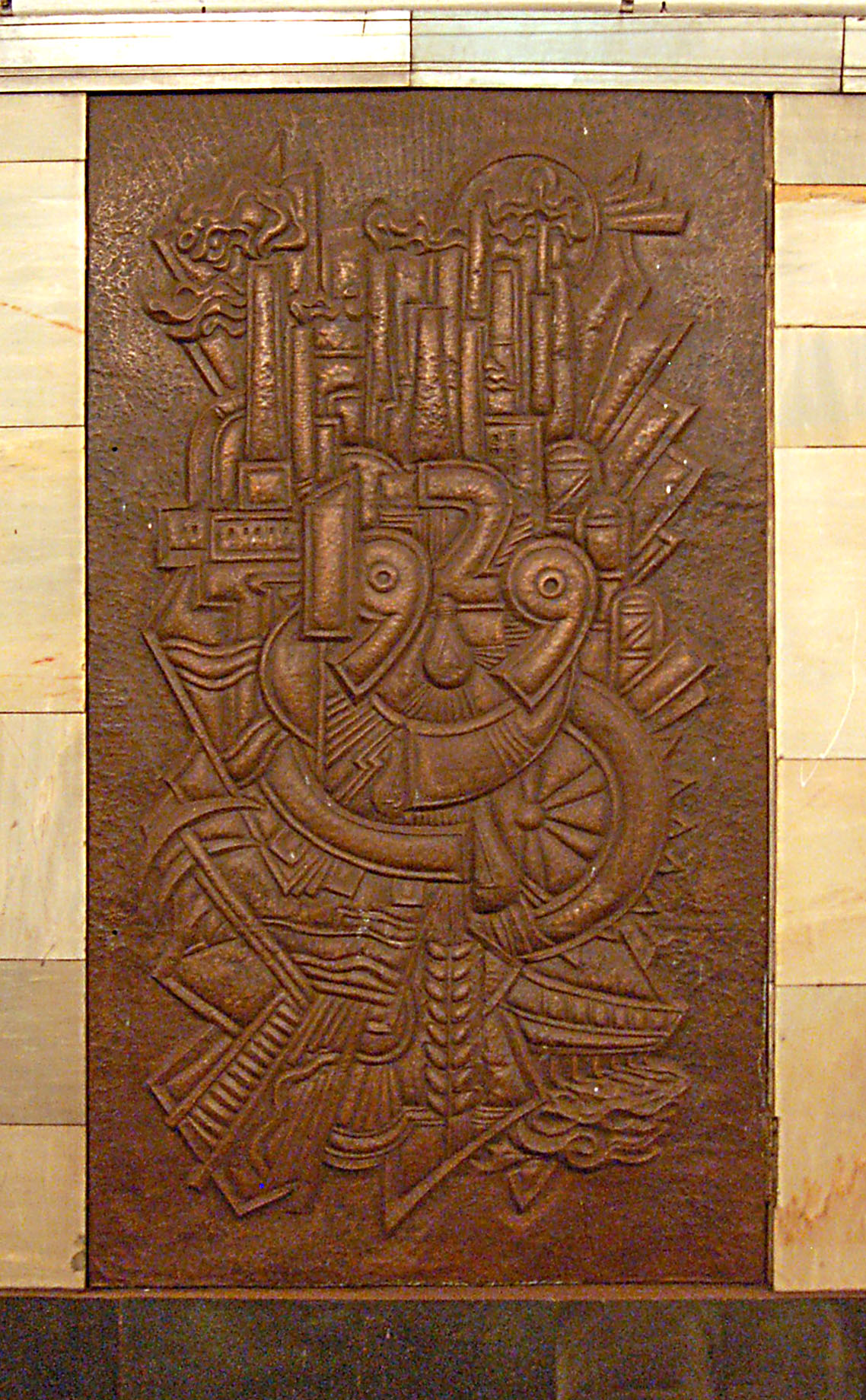
Дверцята «1929»
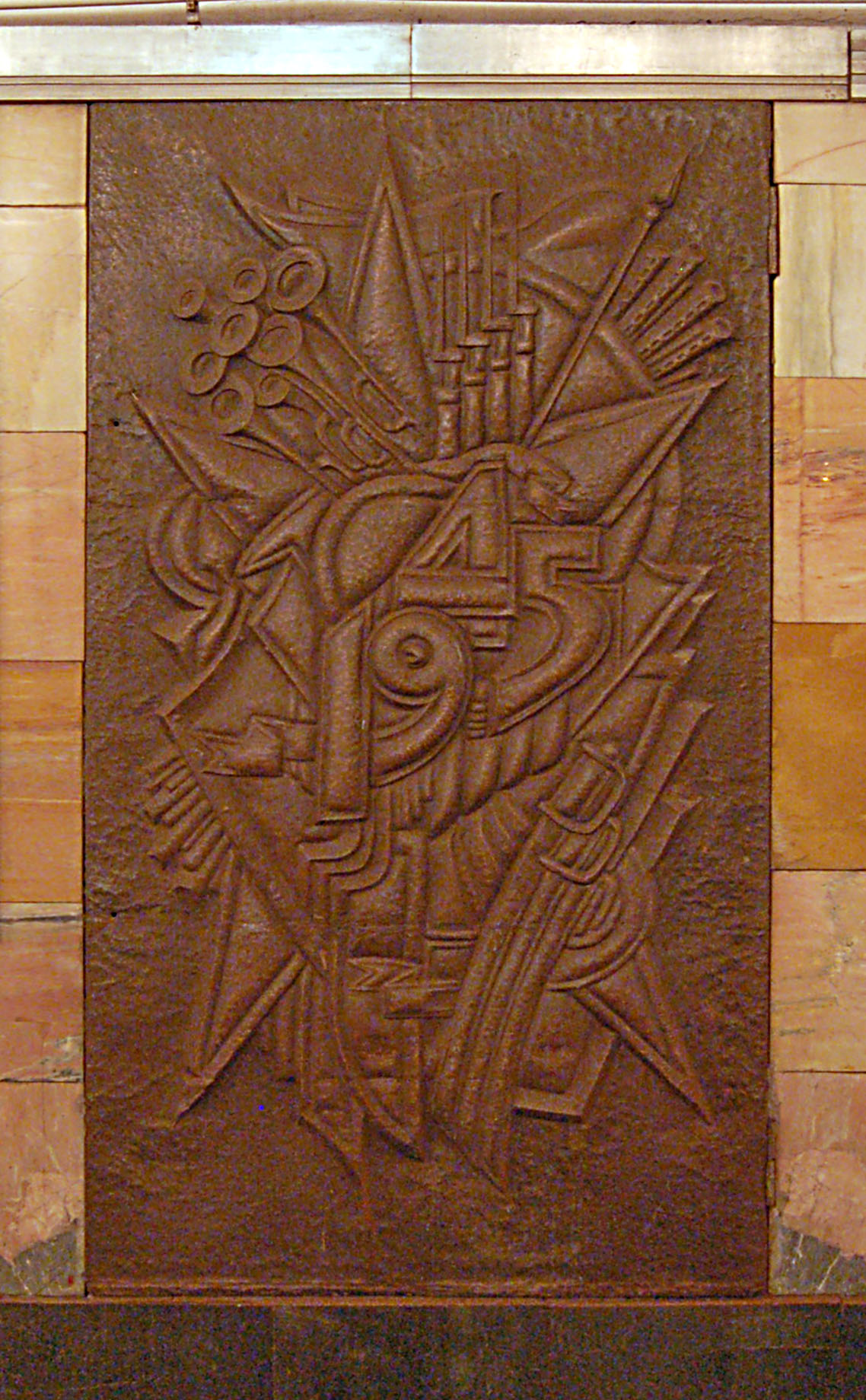
Дверцята «1945»
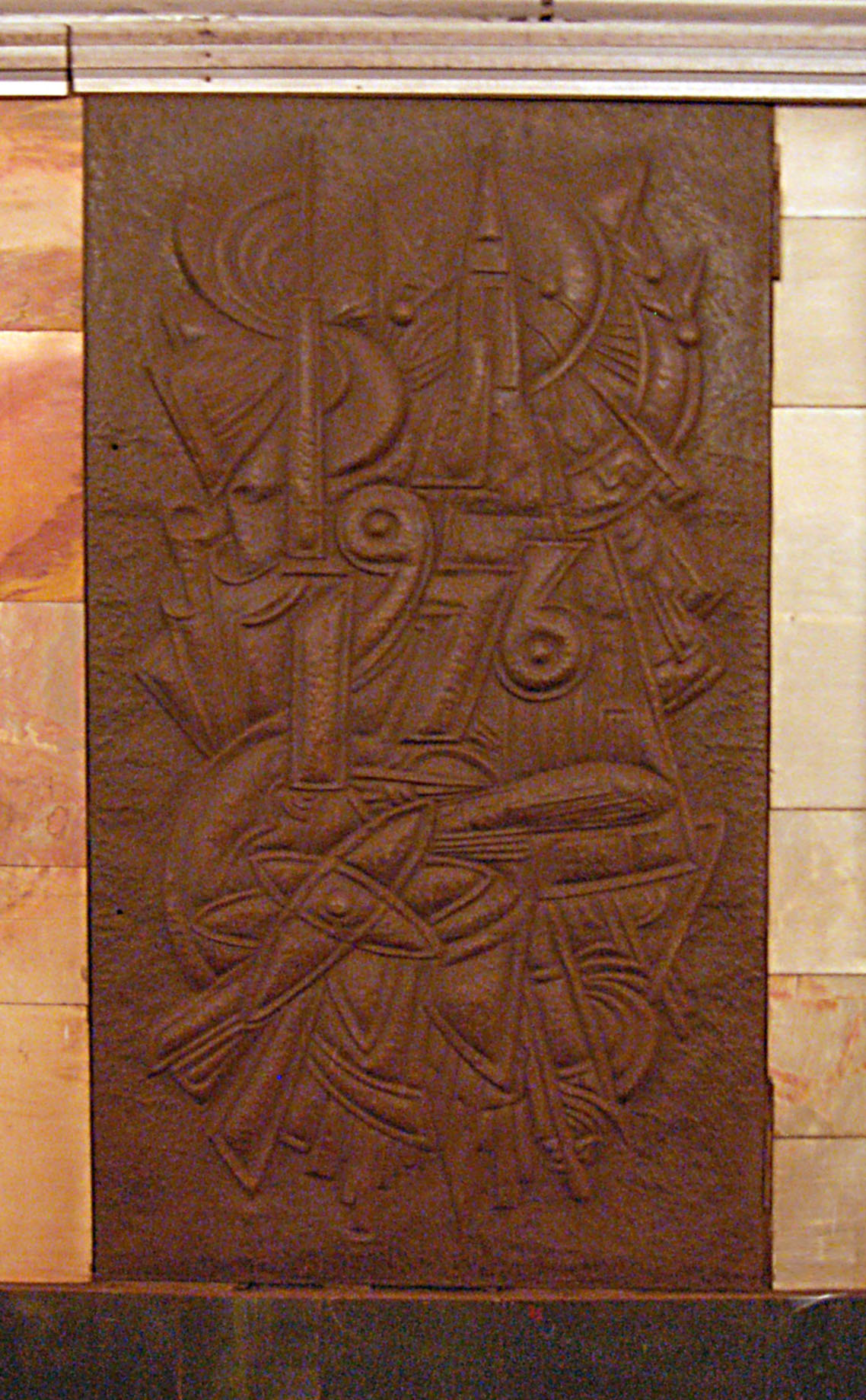
Дверцята «1976»

Пересадковий вузол № 1
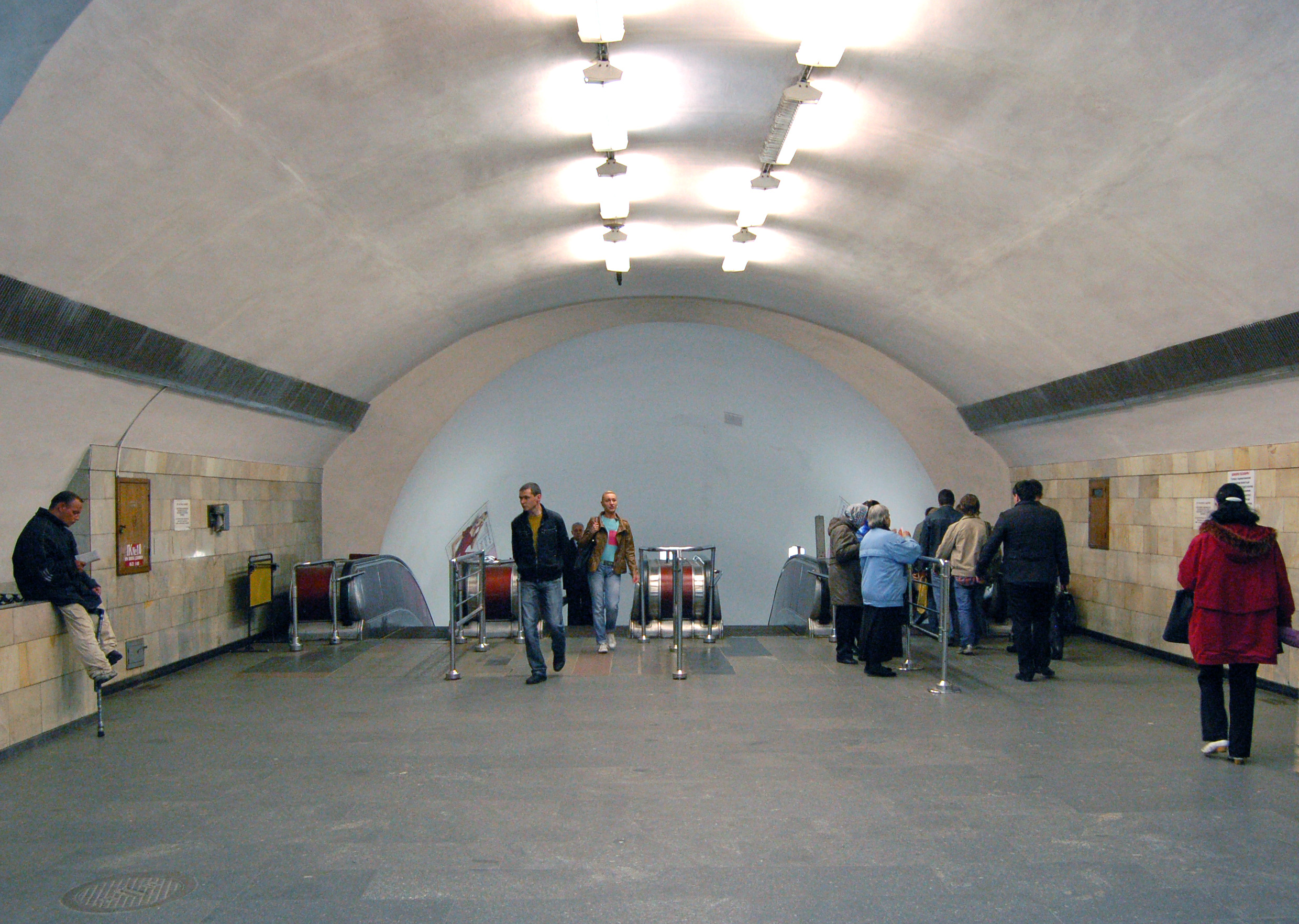
Аванзал поряд з ескалаторами
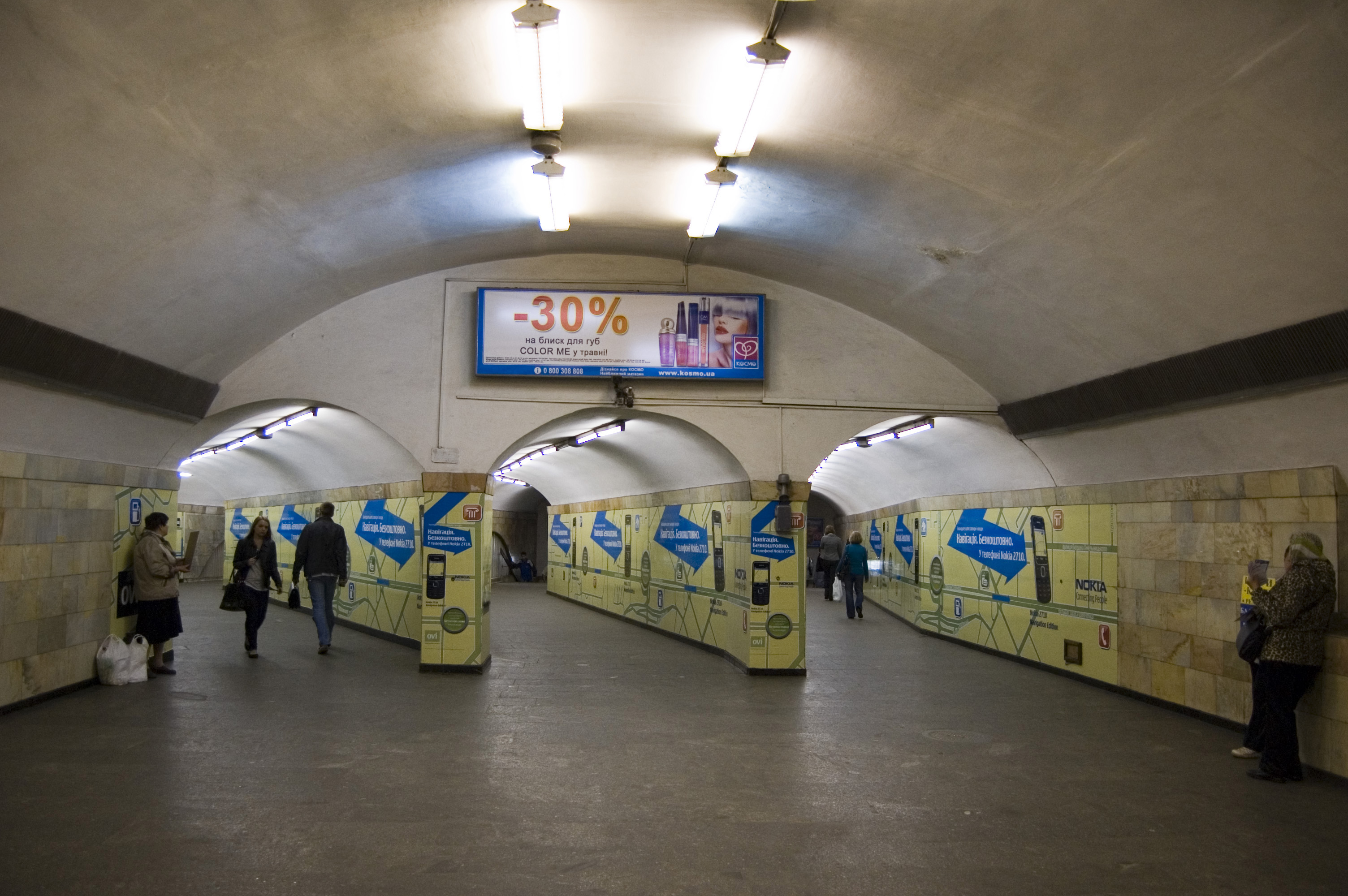
Аванзал поряд з ескалаторами, вигляд в бік «Хрещатика»

Пересадковий вузол № 2 (пішохідний)
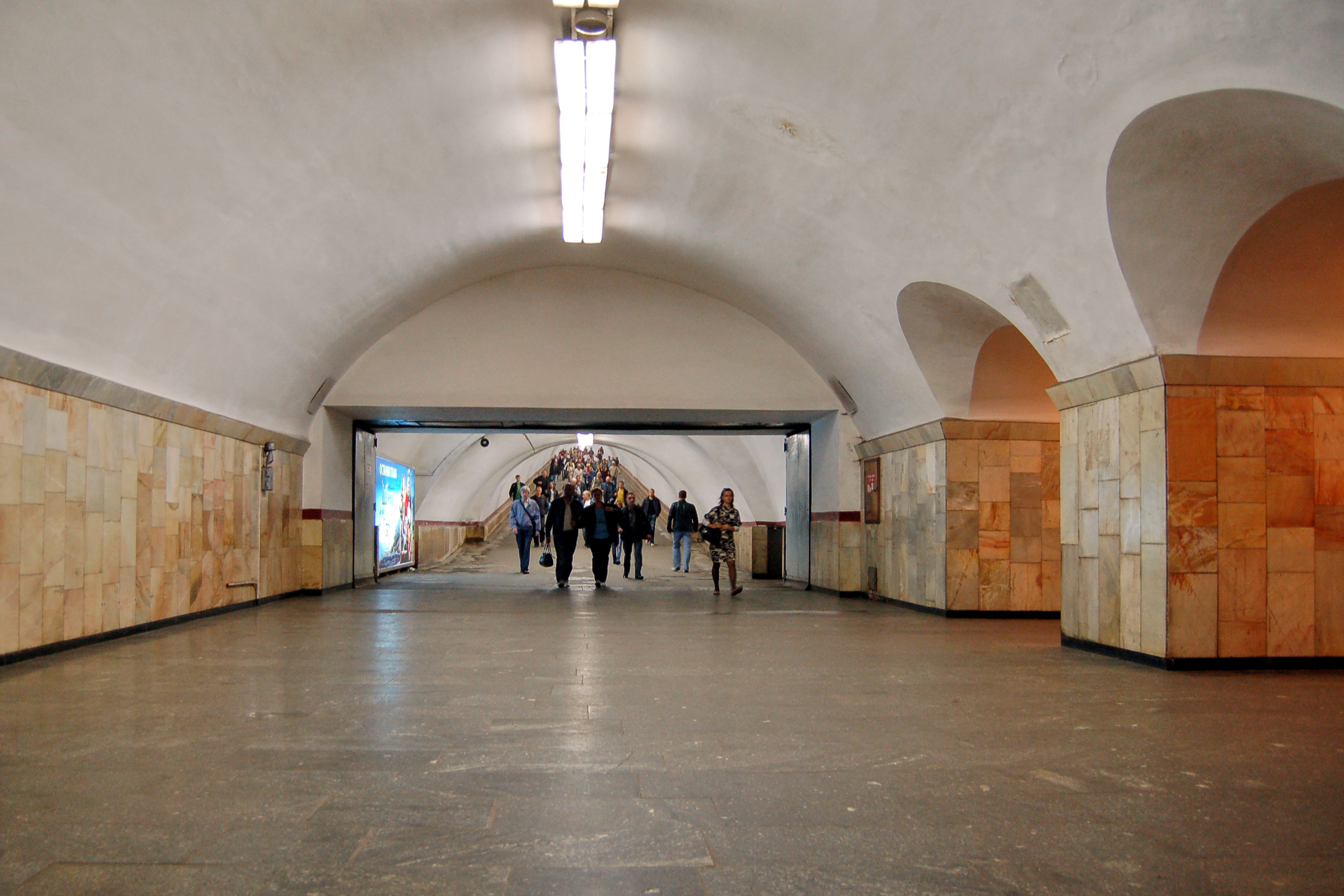
Аванзал біля станції «Майдан Незалежності»
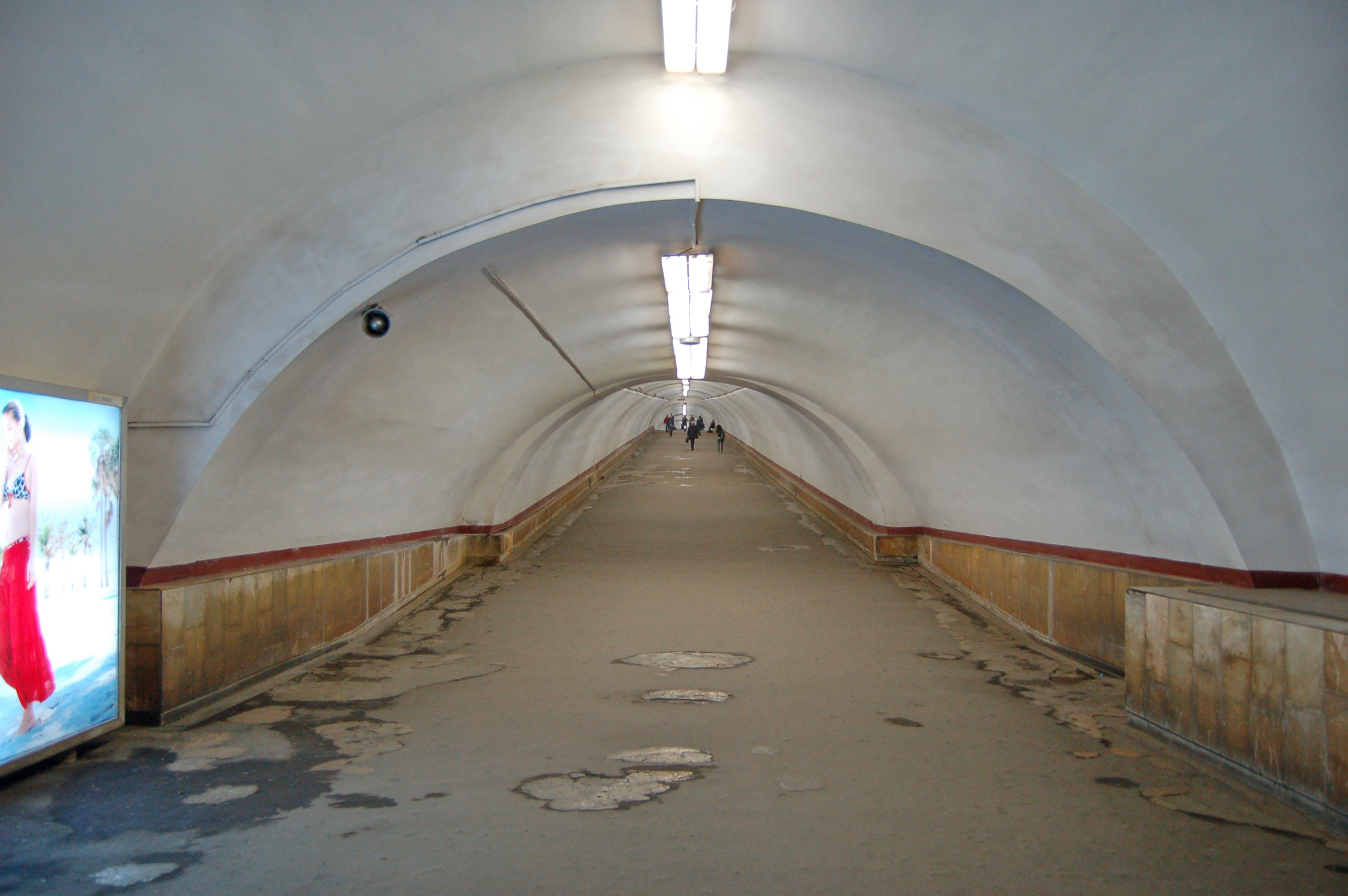
Пішохідний тунель
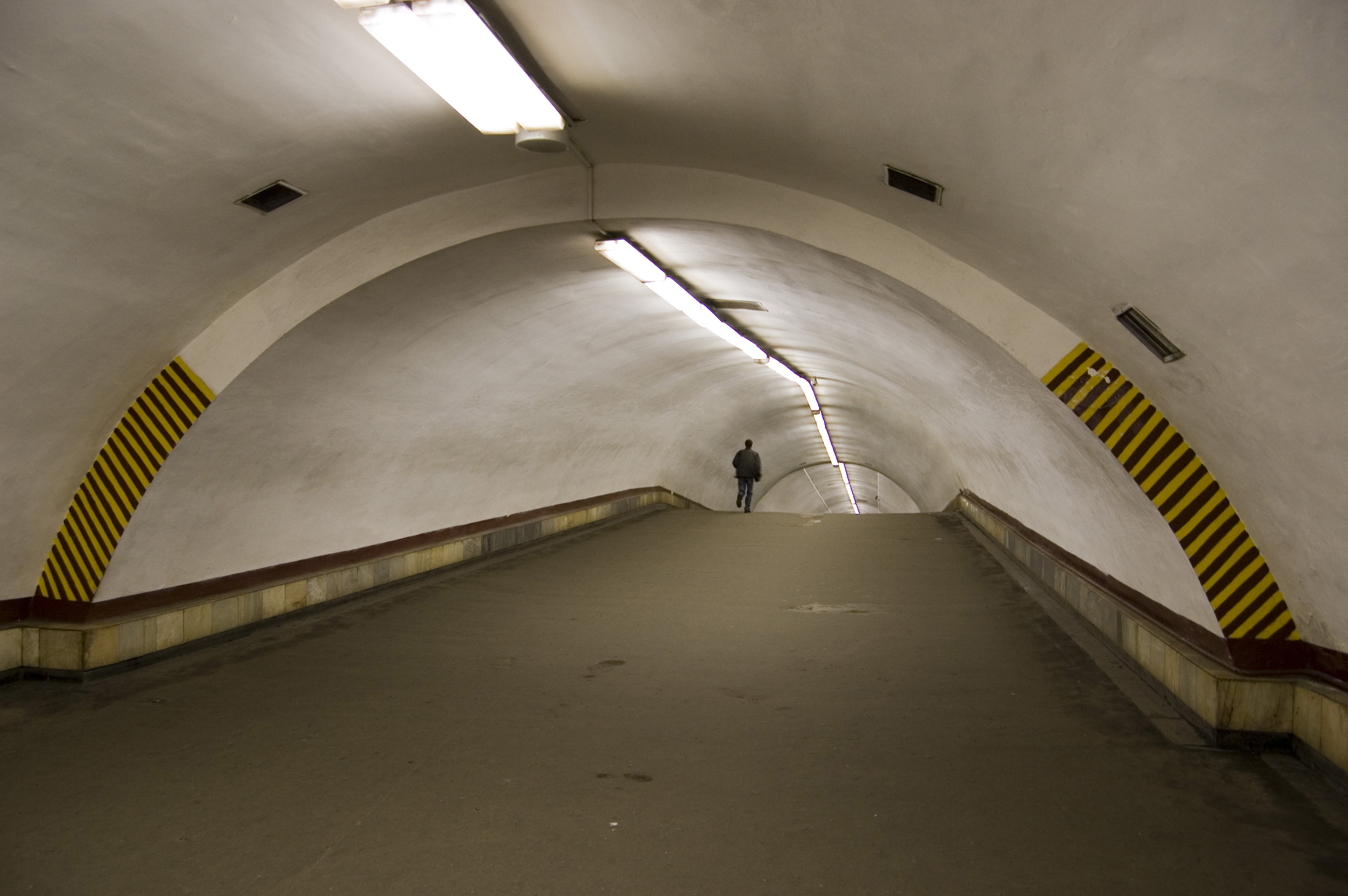
Пішохідний тунель
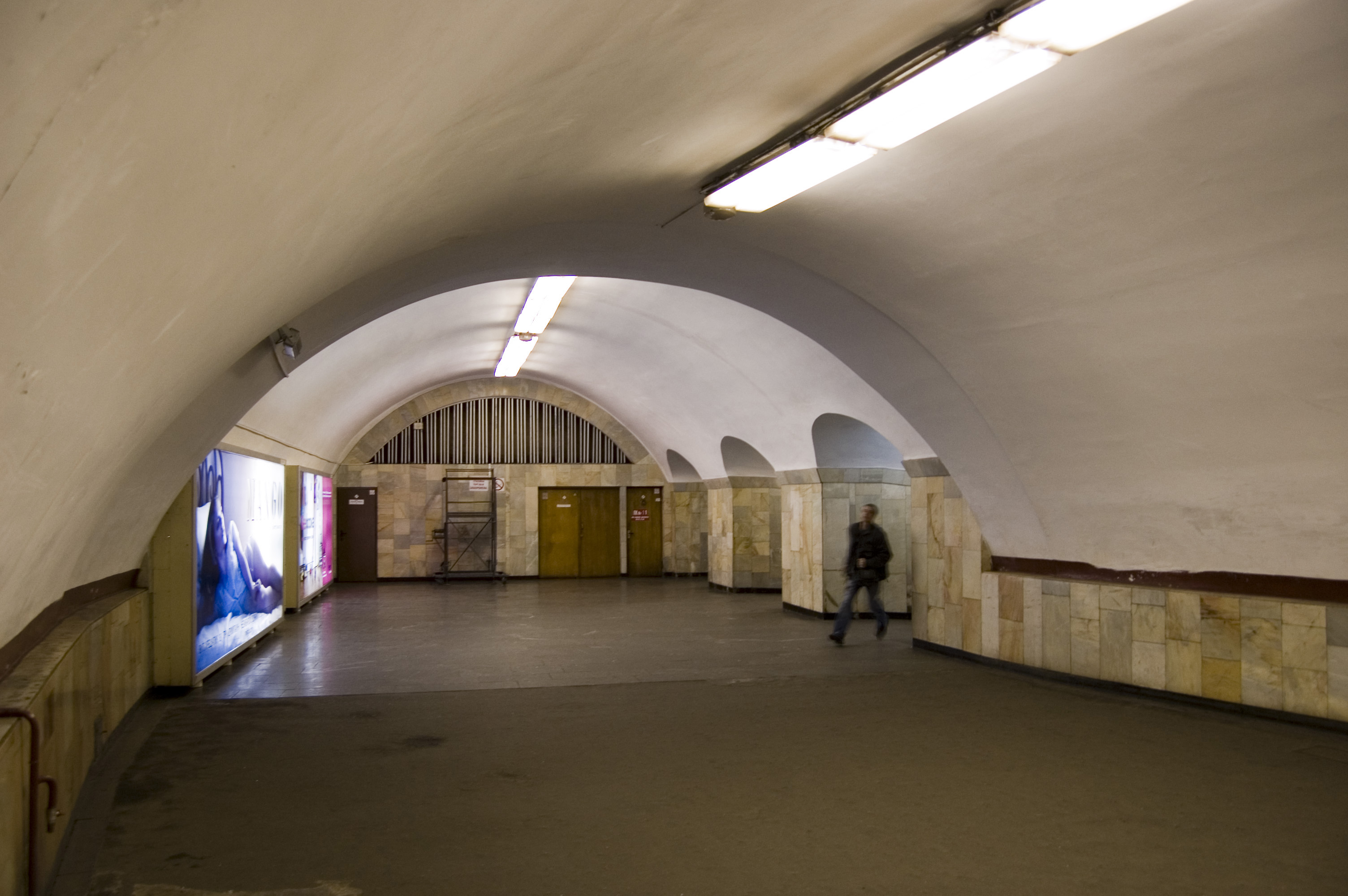
Аванзал проміжний
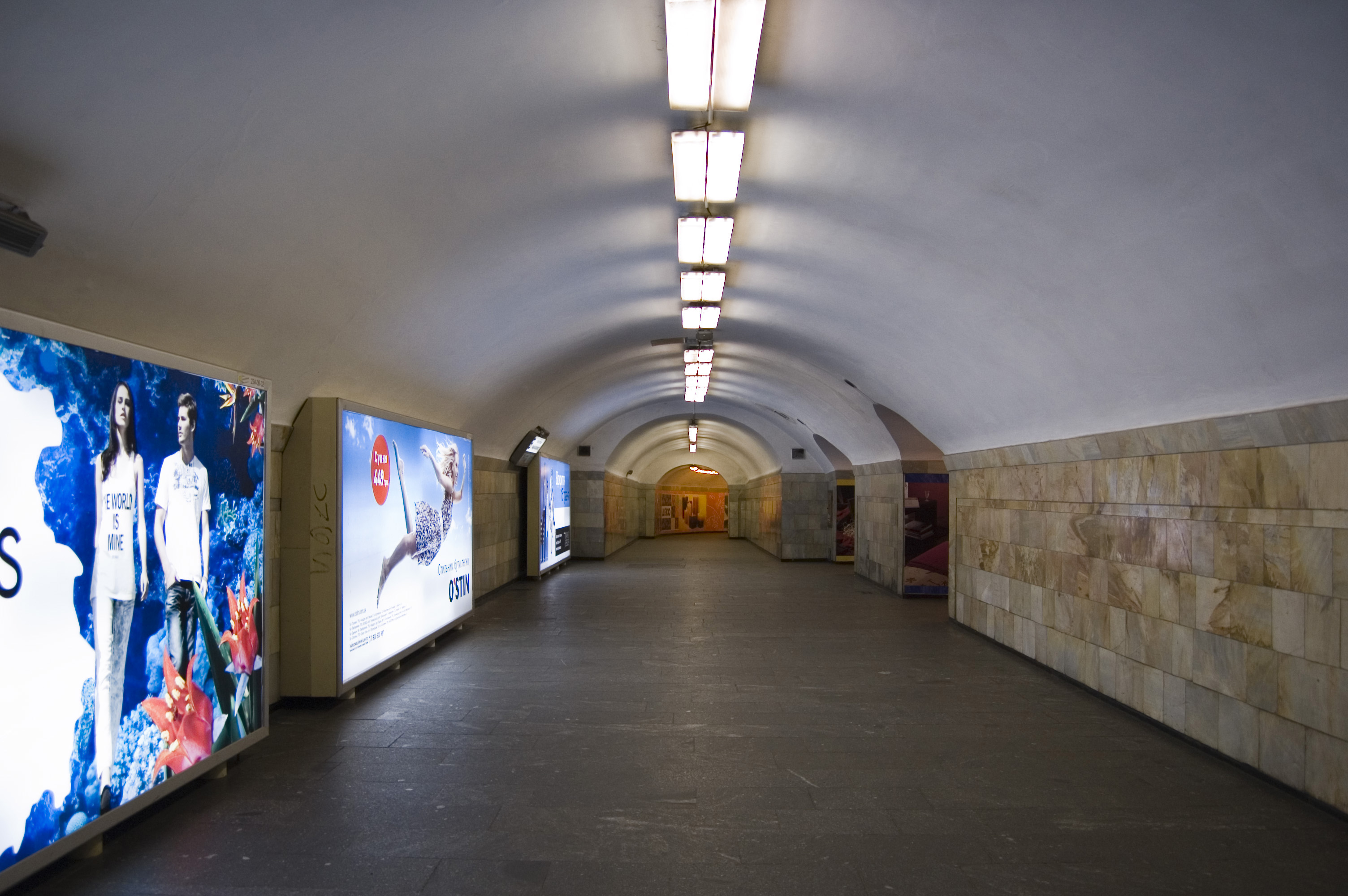
Аванзал біля станції «Хрещатик»
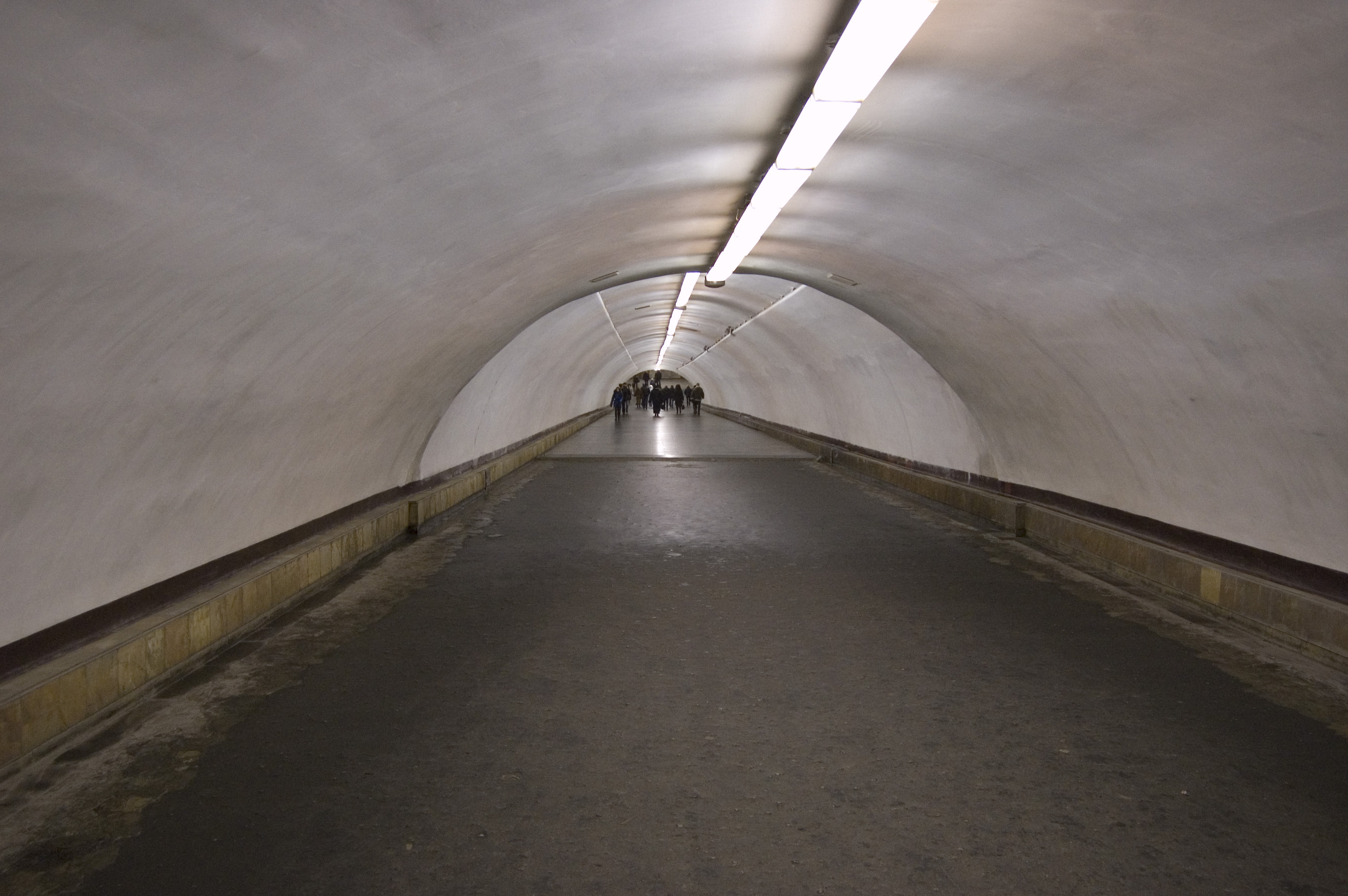
Під час укладання гранітного покриття підлоги